# 李富真
李富真（イ・ブジン、이부진、1970年10月6日 - ）は、大韓民国の実業家。
サムスン電子会長李健熙の長女で、祖父はサムスングループ創業者李秉喆。本貫は慶州李氏。現在、ホテル新羅代表取締役社長。

## 学歴
- 1989年 - 大元外国語高等学校卒業
- 1993年 - 延世大学校児童学科卒業

## 略歴
- 1995年 - サムスン福祉財団企画支援チーム入社
- 2001年 - 2004年 ホテル新羅企画部部長
- 2004年 - 2005年 ホテル新羅経営戦略担当常務補
- 2005年 - 2009年 ホテル新羅経営戦略担当常務
- 2009年 - 2010年 ホテル新羅経営戦略担当専務
- 2009年 - 2010年 サムスンエバーランド経営戦略担当専務
- 2011年 - 現在 サムスン物産商事部門顧問、サムスンエバーランド経営戦略担当社長、ホテル新羅代表取締役社長

## 家族
- 祖父 李秉喆 - サムスングループ創業者[1]
  - 父 李健熙[1] - サムスングループ2代・4代目会長
  - 母 洪羅喜（朝鮮語版）[1]
    - 兄 李在鎔[1] - サムスングループ5代目会長
    - 妹 李敍顕（朝鮮語版）[1] - サムスングループ第一毛織・第一企画（英語版）専務
    - 妹[1] - 2005年に死去

- 夫 任佑宰（朝鮮語版）[1] - 離婚